# Noguchia mayebarae
Noguchia mayebarae là một loài rêu tản trong họ Plagiochilaceae. Loài này được (S. Hatt.) S. Hatt. miêu tả khoa học lần đầu tiên năm 1954.